# Blauwvleugelparkiet
De blauwvleugelparkiet (Neophema chrysostoma) is een vogel uit de familie Psittaculidae (papegaaien van de Oude Wereld). Deze soort is endemisch in Australië.

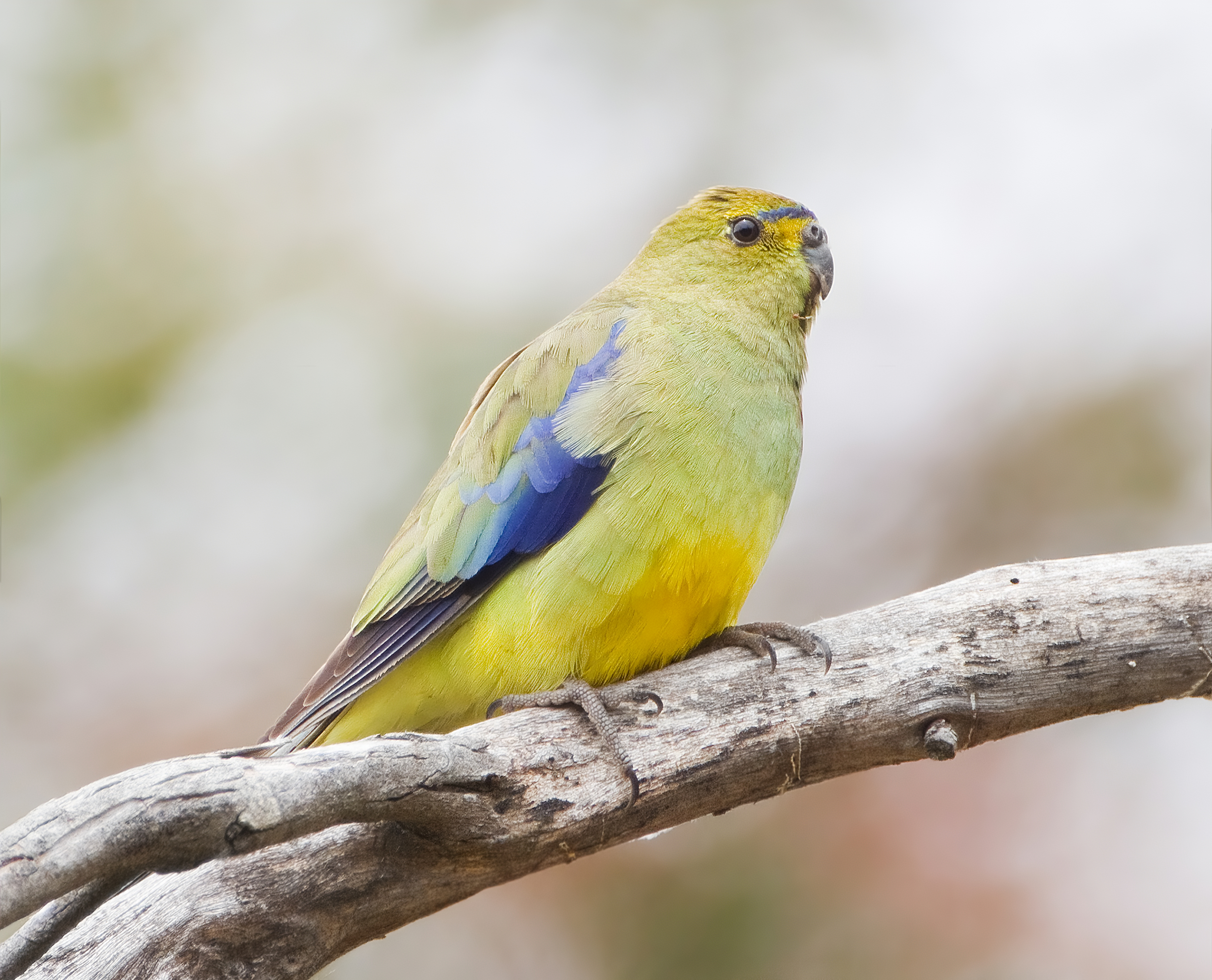
blauwvleugelparkiet

## Naamgeving
De soort werd in 1820 benoemd door de toen voor Nederland werkende ornitholoog Heinrich Kuhl, als Psittacus chrysostomus. De soortaanduiding is afgeleid van het Oudgrieks chrysos, "gouden", en stoma, "mond", als verwijzing naar de gele bovenste snavelbasis.

## Kenmerken
De vogel is 20 tot 21 cm lang en weegt 44 tot 61 gram. De vogel heeft een gele vlek die loopt boven de snavel en tussen de ogen, met daarboven een donkerblauw bandje dat van het linker- naar het rechteroog loopt. Verder is de vogel overwegend lichtgroen, in verschillende tinten. De vleugeldekveren en de slagpennen zijn donkerblauw. De staart is blauw tot grijs met geel op de buitenste staartpennen.

## Verspreiding en leefgebied
De vogel komt voor in het zuidoosten van Australië en op Tasmanië. De vogel broedt in Eucalyptusbossen en foerageert in meer open weidegebieden en boomgaarden. Komt in de winter ook voor in scrubland en andere halfopen landschappen zoals duingebieden, heide in bergland of moerasgebieden langs de kust.

## Status
De grootte van de populatie ligt tussen de 7500 en 15000 en neemt af. Om deze redenen staat de blauwvleugelparkiet als kwetsbaar op de Rode Lijst van de IUCN.